# Wappen Äquatorialguineas
Das Wappen Äquatorialguineas  ist seit dem 21. August 1979 das amtliche Hoheitszeichen des Staates.

## Beschreibung

Flagge Äquatorialguineas

Das Staatswappen Äquatorialguineas wurde zur Unabhängigkeit eingeführt und findet sich auch in der Flagge Äquatorialguineas.
Es zeigt einen silbernen Schild, in welchem ein Seidenwollbaum dargestellt ist.
Unterhalb des Schildes befindet sich eine Spruchrolle, auf welcher der spanische Wahlspruch Äquatorialguineas steht:
„Unidad, Paz, Justicia“
(Einheit, Friede, Gerechtigkeit)
Oberhalb des Schildes befinden sich sechs sechszackige Sterne.

## Symbolik
Unter einem Seidenbaum, auch Gottesbaum genannt, soll ein König namens Bonkaro im Jahr 1843 einen Vertrag mit den Spaniern abgeschlossen haben und ihnen diesen Landstrich überlassen haben.
Anderen Quellen zufolge ist es ein Mangrovenbaum, der auf die Bedeutung der Land- und Forstwirtschaft hinweisen soll.
Das Wappenbild ist dem Wappen der Stadt Bata, der Hauptstadt Rio Munis, nachempfunden.
Die sechs goldenen Sterne stehen für die sechs Teile des Staates:
- die Inseln Bioko, Corisco, Elobey Grande, Elobey Chico, Annobón
- und den Festlandteil Mbini.